# Брянський машинобудівний завод
Брянський машинобудівний завод — одне з найстаріших машинобудівних підприємств Росії.

## Історія
Спочатку завод заснований як лісопильний, на підприємстві виготовлялися шпали.
20 липня 1873 року було підписано найвищий дозвіл «на заснування акціонерного товариства Брянського рейкопрокатного, механічного заводу для добування металів і мінералів, для виплавки чавуну, вироблення заліза і сталі і приготування з них виробів на продаж». Засновниками товариства стали Петро Губонін і В. Ф. Голубєв, до яких незабаром приєднався князь В. Н. Тенишев, який став керуючим.
Навколо заводу утворилося селище Бежиця, яке швидко виросло у велике промислове місто (нині — найбільший адміністративний район міста Брянська).
У 1876 році на заводі було побудовано шість ливарних печей для випуску сталевих рейок (замість чавунних). У 1878 році Брянський завод виробив третину сталі в російській імперії.
У 1880-ті роки, коли В. Н. Тенишев був призначений головою правління компанії, завод почав випуск перших залізничних вантажних вагонів, платформ і цистерн, а також освоїв виробництво броньових плит для бойових кораблів, сталевих листів для пароплавів і елеваторів, литих коліс для паровозів і вагонів. У 1882 році на Всеросійській промисловій виставці в Москві за високу якість продукції Брянський рейкопрокатний завод отримав право зображати на своїх виробах Герб Російської імперії — двоголового орла.
У 1892 році на підприємстві побудований перший паровоз зі сталевими колесами серії ОД.
В 1896 році продукція заводу експонувалася на Всеросійській промисловій виставці в Нижньому Новгороді. Серед експонатів були товарний чотирьохвісний паровоз, пасажирський вагон III класу, вагон-цистерна на 1500 пудів гасу, котел системи «Бабкок-Вількокс», велика колекція сталевих литих коліс, фасонного лиття.

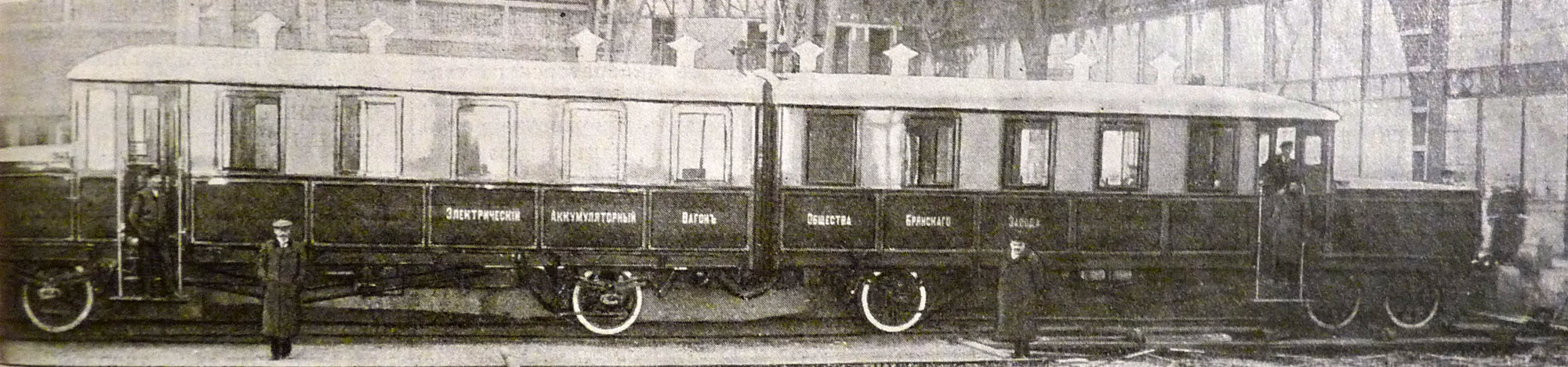
Здвоєний пасажирський акумуляторний моторний вагон виробництва Товариства Брянського Заводу, 1910

На виставці 1905 року в Омську завод отримав вищу нагороду: Велику золоту медаль — за чавунні труби, які використовувалися для водопроводів, каналізації та інших споруд. До 1910 року завод сформувався в найбільше промислове підприємство з добре організованими виробництвами паровозобудування, вагонобудування, загального машинобудування, сільськогосподарського машинобудування, виробництва військової техніки.
З 1907 року почалося виробництво паровозів моделі Б з конструкційної швидкістю 125 км/год.

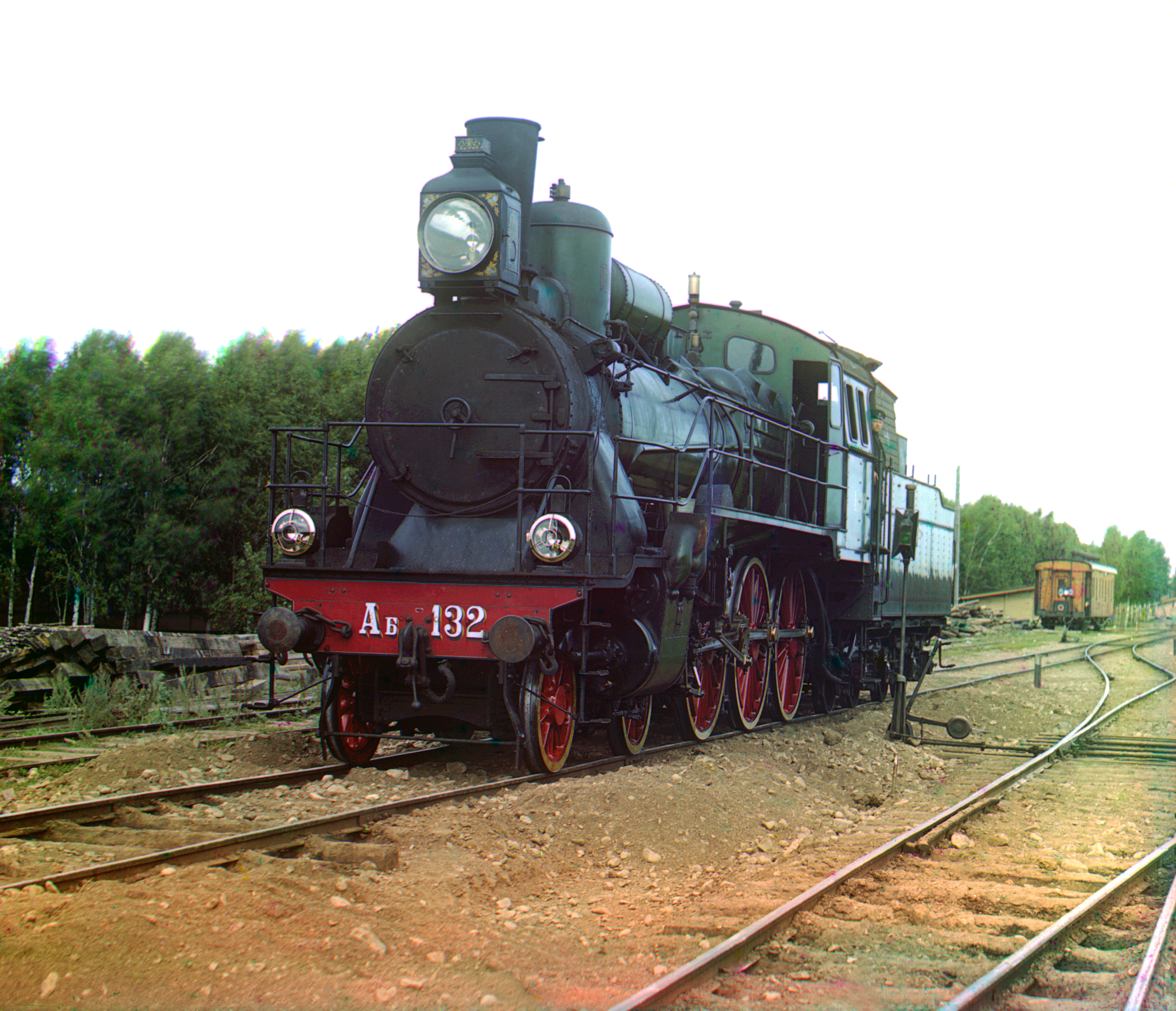
Паровоз А_{б}−132 (з 1912 року — Б-51) на фотографії Сергія Прокудіна-Горського

З часу початку Першої світової війни Брянський завод поставляв для фронту фугасні снаряди. 20 квітня 1915 завод відвідав імператор Микола II. У прольоті кранового цеху для нього організували загальнозаводську виставку.
Після Жовтневої революції БМЗ випускав бронепоїзди, давав 19 відсотків всього виробництва паровозів в імперії, 60 відсотків великовантажних вагонів. У 1930 році на базі заводу був відкритий Бежицький машинобудівний інститут (сьогодні Брянський державний технічний університет).
До 1940 року завод випускав 28% паровозів серії СО, сто відсотків великовантажних цистерн, 38% ізотермічних вагонів, 29% великовантажних вагонів і платформ від загального випуску в СРСР.
Під час Великої Вітчизняної війни завод був евакуйований. Основна маса устаткування і робітників — 6000 вагонів і 15 тисяч осіб — були відправлені в Красноярськ. Після звільнення Брянська почалося відновлення зруйнованого заводу, і в 1945 році він був переданий у відання Народного Комісаріату важкого машинобудування.
В 1946 році виготовлено та випробувано перший паровоз «рос. Победа», а рік по тому було відновлено вагонобудування. Конструктори розробили понад 20 типів вагонів і цистерн. Протягом 10 років завод випускав парові турбіни і одночасно організував виробництво нової для СРСР продукції — пересувних парових електростанцій (енергопоїздів). В 1958 році заводу було доручено організувати випуск маневрових тепловозів ТЕМ1. Через десять років БМЗ почав випускати тепловози марки ТЕМ2.
На заводі вперше в СРСР почали виробляти потужні малооборотні суднові дизелі. Перший двигун був випробуваний у вересні 1961 року. З того часу зібрано і відправлено на суднобудівні верфі майже тисячу двигунів.
З 1962 року завод виготовляв рефрижераторні секції з машинним охолодженням і електроопаленням для перевезення швидкопсувних вантажів на далекі відстані.
У 1965 році проведена реорганізація структури управління заводом. Створені спеціалізовані виробництва: дизельне, транспортного машинобудування, металургійне. З тих пір спеціалізація зберігається.
З 1988 по 1995 роки завод виробляв маневровий тепловоз з електричною передачею ТЕМ15, як подальший розвиток серії ТЕМ2М.
З 2002 року входить до складу ЗАТ «Трансмашхолдинг».
В 2005 році виготовлений перший російський вантажний магістральний двосекційний тепловоз з електричною передачею змінно-постійного струму c колекторними тяговими електродвигунами 2ТЕ25К «рос. Пересвет».
В 2006 році виготовлений перший магістральний вантажний двосекційний тепловоз з асинхронним приводом 2ТЕ25А «рос. Витязь».
В 2009 році завод зіткнувся з великими труднощами в отриманні замовлень, через що були прийняті непопулярні заходи зі скорочення персоналу на виробництві.
В даний час на підприємстві працює понад 6800 осіб.
В 2012 році з приходом нового генерального директора розпочато масштабні роботи з оновлення обладнання заводу і ремонту виробничих приміщень. У зв'язку з цим у січні 2014 всі працівники підприємства будуть відправлені в неоплачувану відпустку. 2014 обіцяє стати аналогом 2009-го. У планах провести скорочення персоналу, переважно пенсійного віку; скоротити робочий тиждень до чотирьох днів. Частина території заводу передана на баланс міста.

## Структурні підрозділи
На підприємстві чотири основних виробництва:
- Металургійне (об'єднує 8 цехів, у тому числі сталеливарний, чавуноливарний, ковальсько-пресовий, прокатний, пружинний, і 4 відділи),
- Тепловозне (9 цехів, у тому числі експериментальний, магістральних тепловозів, ЦРСТ, механоскладальний, і 5 відділів),
- Вагонне (4 цеху — заготівельний, вагонно-здавальний, рам та візків, малярно-кузовний, — 2 ділянки, 5 відділів),
- Дизельне (6 цехів, у тому числі дизельно-випробувальний, дизельно-зварювальний, 6 відділів). Станом на 2012 р. програма виробництва суднових дизелів зупинена, технологічна документація і оснащення утилізовані, частина цехів передається іншим підрозділам.

Підприємство управляється через АТ "Управляюча компанія «Брянський машинобудівний завод».